# Хапиль
Хапиль (таб. Гьепӏил) — село в Табасаранском районе Республики Дагестан (Россия). Административный центр сельского поселения «Сельсовет Хапильский».

## География
Находится в 4 км к северо-востоку от районного центра, с. Хучни. Менее чем в 1 км к северо-востоку от с. Ягдыг, и в полукилометре к западу от села находится с. Татиль.

## История
В результате изучения могильных памятников, археологических раскопок, исторических документов, пришли к выводу, что селу уже порядка 230—250 лет.
Эта дата соответствует нашествию иранского шаха Надира на Дагестан и Табасаран в том числе.
Результатом чего стало разрушение сел: «Мизнан гьул», «Син'арин гьул», «Синик гьул», «Ц1ирк1арин гьул».
Оставшиеся в живых основали новое общее село.

## Население
| 1895  | 1926 | 1939 | 1970 | 1989 | 2002  | 2010  |
| ----- | ---- | ---- | ---- | ---- | ----- | ----- |
| 279   | ↗328 | ↗530 | ↗662 | ↗787 | ↗1241 | ↘1030 |
| 2021  |      |      |      |      |       |       |
| ↘1018 |      |      |      |      |       |       |

## Основание села
Первооснователями села считаются предки тухума «Асккунар». Постепенно к ним присоединились такие тухумы как: «Ганнар», «Син' ар», «Сейдар», «Чувлияр», «Сикӏдияр», «Кьячар», «Маяучар», «Маллияр», «Асккан пилкъар, «Усткар», «Къяркъяр, «Хинкӏар».

## Достопримечательности
- Сторожевая (сигнальная) башня времен нашествия Иранских шахов.
- Памятник воинам — уроженцам села, погибшим в ВОВ.
- Ярсик, Елтинийишв.
- Ивгири гъарццу древнее сооружение времен язычества, предназназначенное для вызова солнца после проливных дождей. Жгли костры под сооружением и читали молитвы.

## Известные выходцы
Рахметов Марат Тельманович — программист, 24 июня 2013 года в Звенигороде в Подмосковье ценой собственной жизни спас двух девочек, тонувших в реке. Посмертно был награжден медалью Уполномоченного по правам человека в РФ "Спешите делать добро". В январе 2014 года за мужество, самоотверженность, смелость и решительность, проявленные при спасении людей в экстремальных условиях, был посмертно награжден орденом Мужества.